# Review of Economic Studies
O Review of Economic Studies (REStud) é um reconhecido jornal científico sobre economia. Fundado em 1933 com o objetivo de publicar a pesquisa de economistas mais novos, é editado no Institute for International Economic Studies e publicado por Blackwell.
É o oitavo na classificação dos jornais científicos com maior impacto, segundo Kalaitzidakis et al.

## Editores chefe
- Bruno Biais, Universidade de Toulouse
- Marco Ottaviani, Northwestern University
- Imran Rasul, University College London
- Enrique Sentana, CEMFI
- Kjetil Storesletten, Universidade de Oslo

## Gerente
- Annika Andreasson, Institute for International Economic Studies